# Godzieszów
Godzieszów (en allemand : Günthersdorf) est une localité polonaise de la gmina de Nowogrodziec, située dans le powiat de Bolesławiec en voïvodie de Basse-Silésie.

## Géographie
Le village se situe dans la région historique de Haute-Lusace, près de la frontière avec la Basse-Silésie sur la rivière Kwisa à l'est. Il se trouve presqu'immédiate du sud de l'autoroute A4, à la sortie Godzieszów.

## Historique
Depuis le Moyen-Âge, Günthersdorf, un sous-fief de la seigneurie de Fridland fut une exclave du royaume de Bohême dans le margraviat de Haute-Lusace. Cette situation juridique a continué à s'appliquer même après que l'électorat de Saxe obtint les Lusaces selon les stipulations de la paix de Prague en 1635.
Le 12 février 1738, l'empereur Charles VI a vendu le domaine à l'abbaye Sainte-Marie-Madeleine de Lauban. Finalement, par le traité de Schönbrunn conclu en 1809, l'Autriche a renoncé aux exclaves lusaces. Selon les résolutions du congrès de Vienne en 1815, la région a été reconnue au royaume de Prusse.
Incorporée dans l'arrondissement de Bunzlau au sein de la province de Silésie, la région fut conquise par l'Armée rouge à la fin de la Seconde Guerre mondiale en 1945 puis rattachée à la réüublique de Pologne. La population germanophone restante était expulsée.